# Poczta klasztorna
Uzasadnienie: oba krótkie artykuły zasadniczo dotyczą (pre)poczty organizowanej przez benedyktynów na Śląsku
Poczta klasztorna (benedyktyńska) – powstała w średniowieczu jako jedna z form poczty pieszej i utrzymywana była jeszcze w XVII wieku Zorganizowana przez zakon benedyktynów w całej Europie. Utrzymywała regularną komunikację pocztową krajową i zagraniczną, a przenosiła korespondencję zakonników między klasztorami. Rozwinięta szczególnie na Śląsku, skąd utrzymywano połączenia pocztowe z Krakowem, Francją, Hiszpanią i Węgrami. Na Dolnym Śląsku poczta klasztorna służyła w średniowieczu wrocławskim biskupom przebywającym w rezydencjach w Nysie i Otmuchowie do przesyłania korespondencji do Wrocławia i Rzymu. W tym czasie istniały już na Śląsku połączenia gończe pomiędzy Lubuszem, Trzebnicą, Krzeszowem, Henrykowem, Kamieńcem Śląskim i Wrocławiem. Z zachowanych z lat 1362, 1373 i 1499 dokumentów wynika, że poczta klasztorna zajmowała się także doręczaniem przesyłek pieniężnych. 